# Mickey MacKay
Mickey MacKay, all'anagrafe Duncan McMillan MacKay (Chesley, 21 maggio 1894 – Ymir, 30 maggio 1940), è stato un hockeista su ghiaccio statunitense.

## Biografia

### Morte
Morì nel 1940 in un incidente d'auto vicino Ymir.